# Płaska Ziemia

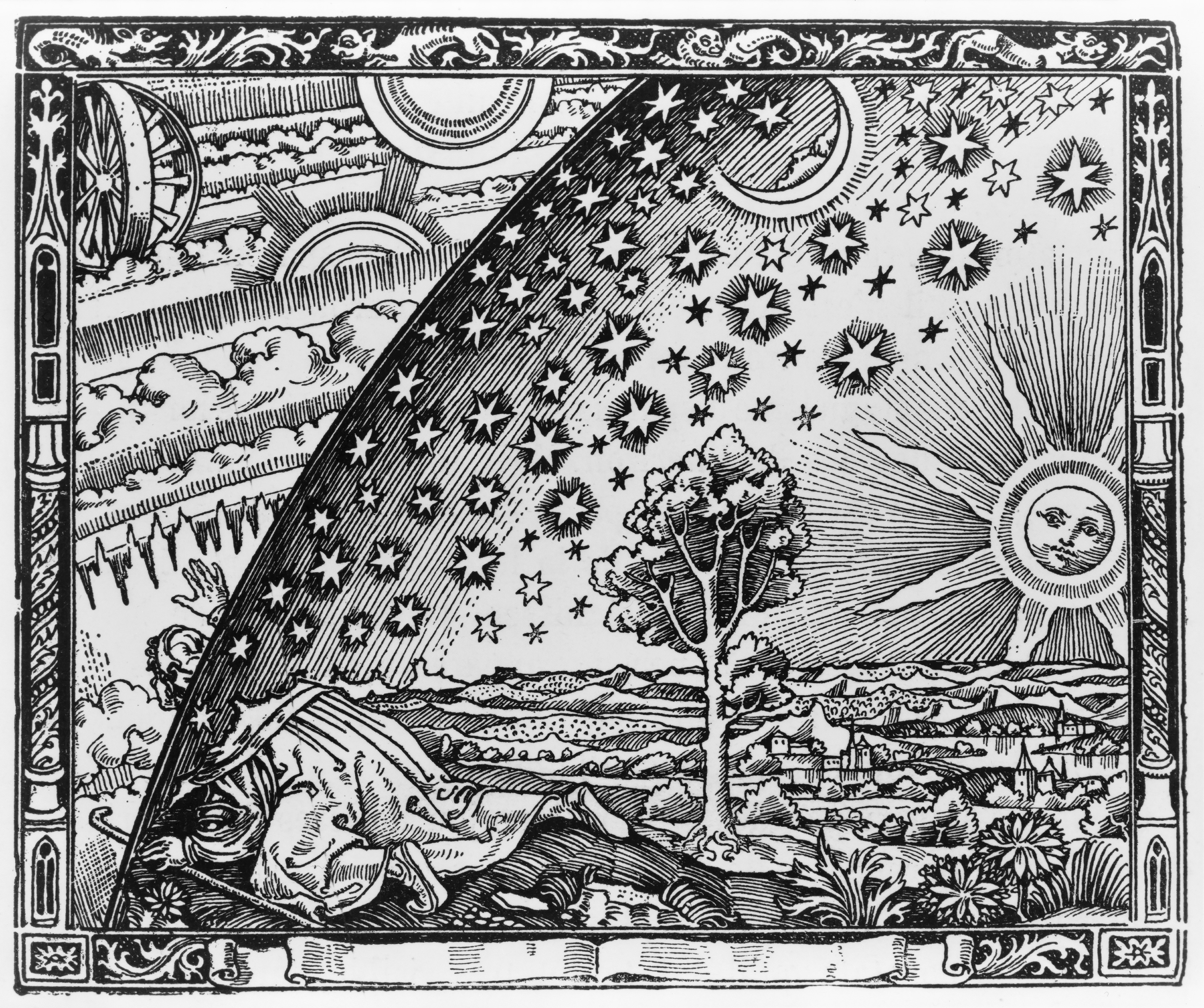
Grafika autorstwa C. Flammariona (1888) przedstawiająca podróżnika, który dotarł na skraj płaskiej Ziemi, wystawiając głowę za firmament.

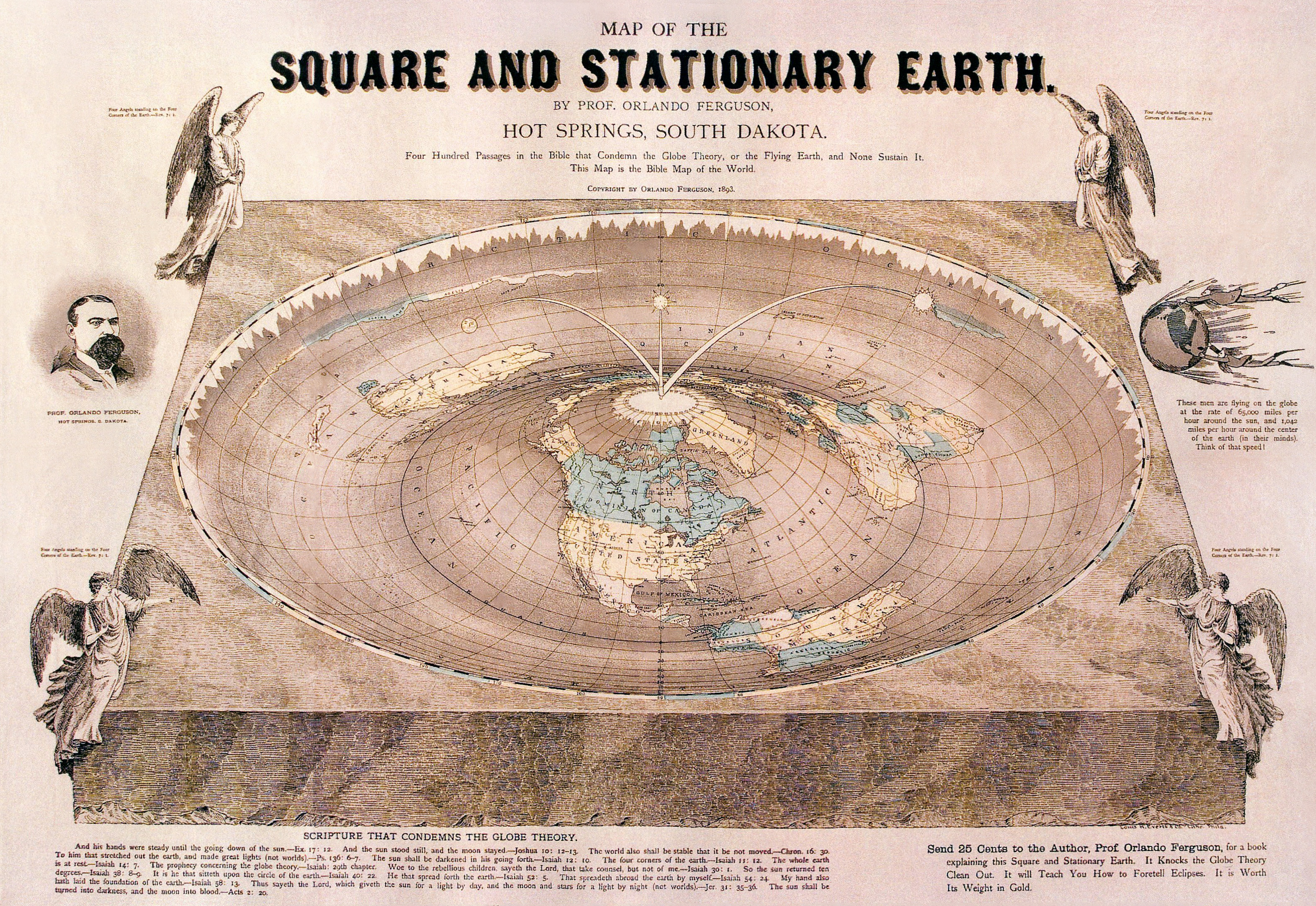
Model Płaskiej Ziemi na rysunku z 1893 r.

Model płaskiej Ziemi – archaiczna koncepcja płaskiego, często jednocześnie kolistego (w znaczeniu dwuwymiarowego koła) kształtu Ziemi. Wiele starożytnych kultur (m.in. Starożytna Grecja przed okresem klasycznym, cywilizacje starożytnego Bliskiego Wschodu przed epoką hellenistyczną, Indie w czasach przed-guptyjskich oraz Chiny przed XVII w.) uznawało płaskość Ziemi. Ten paradygmat był także uznawany wśród rdzennych mieszkańców obu Ameryk, natomiast wyobrażenie płaskiej Ziemi pod kopułą w kształcie odwróconej miski było powszechne w społeczeństwach przed-naukowych. Przeciwieństwem koncepcji płaskiej Ziemi jest geosferyzm – założenie, że Ziemia ma kształt zbliżony do kuli.
Idea sferycznej Ziemi pojawiła się w filozofii greckiej za pośrednictwem Pitagorasa (VI w. p.n.e), chociaż większość przedsokratyków w dalszym ciągu uznawało model płaskiej Ziemi. Około roku 330 p.n.e. Arystoteles w empiryczny sposób udowodnił kulisty kształt Ziemi. Od tamtej pory wiedza o kulistej Ziemi stopniowo zaczęła się rozprzestrzeniać poza świat hellenistyczny.
Większość współczesnych teorii o płaskiej Ziemi, takie ja te głoszone przez współczesne Towarzystwo Płaskiej Ziemi są uznawane za pseudonaukę.

## Starożytny Bliski Wschód

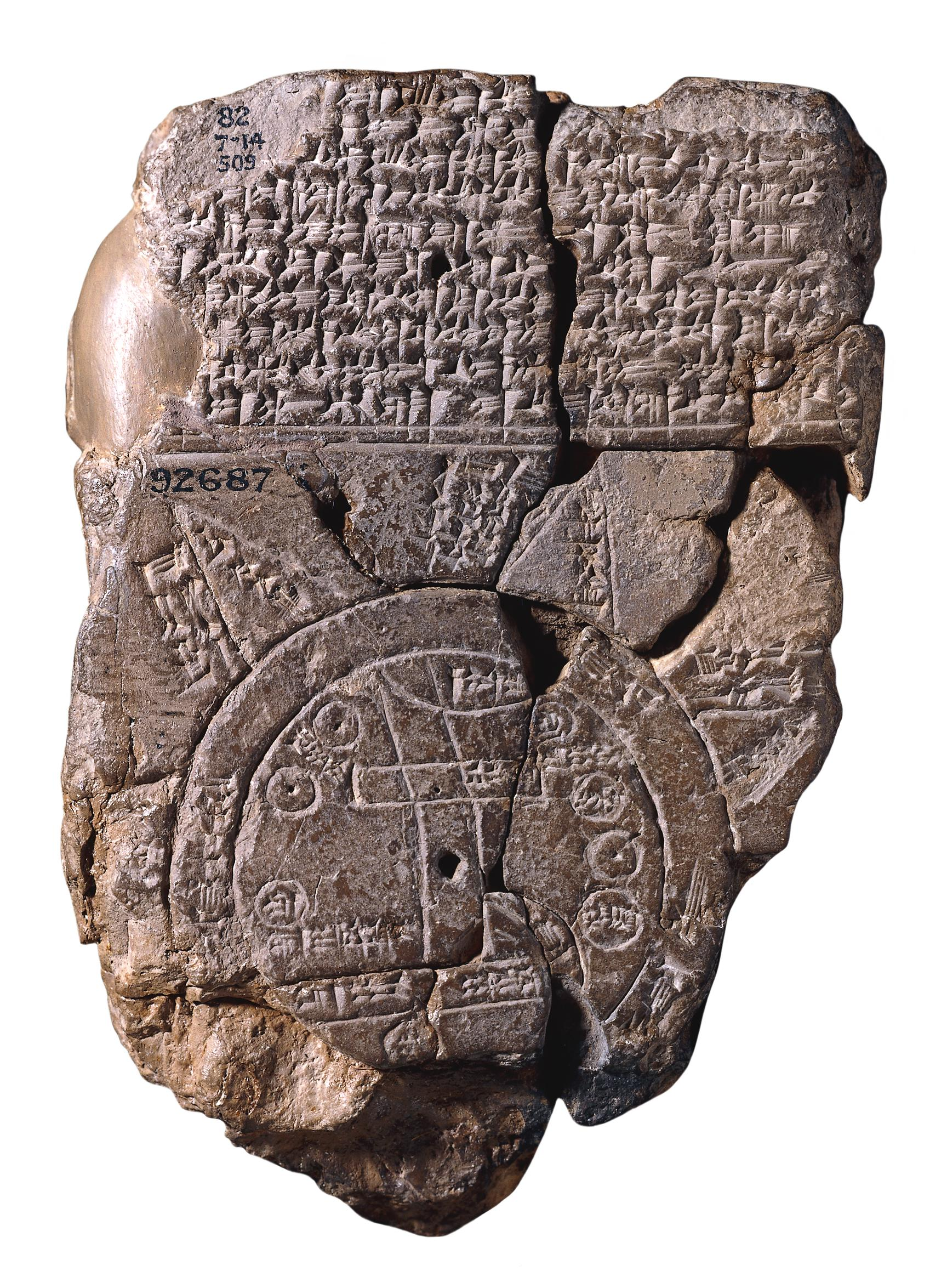
Imago Mundi Babilońska mapa, najstarsza znana mapa świata, VI w. p.n.e Babilonia

We wczesnych wierzeniach Egipcjan oraz w religii Mezopotamczyków wyobrażano sobie świat jako płaski dysk pływający w oceanie. Podobny model pojawia się w relacjach Homera z VIII w. p.n.e, w których padają następujące słowa: "Okeanos, uosobienie wodnego ciała otaczającego kolistą powierzchnię Ziemi, jest Ojcem wszelkiego życia na Ziemi i zapewne wszystkich Bogów." W kosmologii Izraelitów Ziemia była w niej unoszącym się na wodzie dyskiem pod sklepieniem oddzielającym ją od niebios.

### Egipcjanie
Teksty Piramid oraz Teksty Sarkofagów wskazują na to, że starożytni Egipcjanie wierzyli iż Nun było okrągłym ciałem otaczającym suchy ląd oraz wyspy (określane w tekstach terminem nbwt), i tym samym uznawali oni podobną postać świata, jaka występowała w wierzeniach reszty starożytnego Bliskiego Wschodu.